# Star Wars: Clone Wars (2003-2005)
Star Wars: Clone Wars is een Amerikaanse tekenfilmserie gemaakt door Genndy Tartakovsky. De serie vormde een overbrugging tussen de films Star Wars: Episode II: Attack of the Clones en Star Wars: Episode III: Revenge of the Sith.
De serie werd in 25 afleveringen op internet uitgezonden, en op televisie door Kanaal Twee en Cartoon Network in het Engels met Nederlandse ondertiteling. Er verscheen ook een Nederlandse nasynchronisatie op dvd. De serie valt onder Star Wars: Legends.

## Verhaal
In de eerste tien afleveringen vertelde een reeks losse verhalen uit de Clone Wars. Centraal stond de relatie tussen Anakin Skywalker en Obi-Wan Kenobi. Het centrale gevecht was de Battle of Muunilinst. Een belangrijk verhaal was ook de aanwerving van Asajj Ventress door Dooku. Graaf Dooku organiseert namelijk op de planeet Rattatak een wedstrijd voor premiejagers. In een arena moeten ze het tegen elkaar opnemen, waarbij de Dark Jedi Asajj Ventress al haar tegenstanders verslaat en beweert dan dat ze een Sith is. Ze wordt eenvoudig verslagen door graaf Dooku, maar hij maakt haar toch aanvoerster van zijn leger en geeft haar een paar lichtzwaarden. Darth Sidious besluit haar opdracht te geven om Anakin Skywalker te vermoorden, zodat ze een betere kijk op de krachten van de jonge Jedi krijgen.
Seizoen 2 begon meteen waar Seizoen 1 was gestopt. Seizoen 2 vertelde nog meer afzonderlijke verhalen waarover van Mace Windu, Luminara Unduli, Barriss Offee en Yoda. Het verhaal van Anakin Skywalker en Asajj Ventress werd ook afgerond. De laatste aflevering introduceerde Generaal Grievous voor het eerst.
Seizoen 3 begon meteen waar Seizoen 2 was gestopt op Hypori. Deze langere afleveringen focusten vooral op Anakin Skywalker en op de Battle of Coruscant en de ontvoering van Palpatine. De serie eindigt dan ook waar Star Wars: Episode III: Revenge of the Sith begint.

## DVD
Van de serie werden ook DVD's op de markt gebracht. De drie seizoenen gecombineerd werden uitgegeven in twee DVD uitgaven. De DVD's worden niet meer verkocht. 

Deel 1 bevat afleveringen van de seizoenen 1 en 2. Deel 2 bevat de afleveringen van seizoen 3. De afleveringen werden op beide DVD uitgaven aan elkaar gemonteerd en als één film vertoond. Zowel in de originele Engelse taal met Nederlandse ondertiteling, alsook met Nederlandse nasynchronisatie.

## Personages
| Personage                         | Engelse stem             |
| --------------------------------- | ------------------------ |
| Anakin Skywalker                  | Mat Lucas                |
| Obi-Wan Kenobi                    | James Arnold Taylor      |
| Padmé Amidala                     | Grey DeLisle             |
| Yoda                              | Tom Kane                 |
| Graaf Dooku / Darth Tyranus       | Corey Burton             |
| Emperor Palpatine / Darth Sidious | Nick Jameson             |
| Generaal Grievous                 | Richard McGonagle        |
| Mace Windu                        | Terrence 'T.C.' Carson   |
| Asajj Ventress                    | Grey DeLisle             |
| Kapitein Typho                    | André Sogliuzzo          |
| Shaak Ti                          | Grey DeLisle             |
| Ki-Adi-Mundi                      | Daran Norris             |
| Daakman Barrek                    | Daran Norris             |
| K'Kruhk                           | Kevin Michael Richardson |
| Durge                             | Daran Norris             |
| Luminara Unduli                   | Cree Summer              |
| Barriss Offee                     | Tatyana Yassukovich      |
| Oppo Rancisis                     | Fred Tatasciore          |
| San Hill                          | Corey Burton             |
| Jonge Anakin Skywalker            | Frankie Ryan Manriquez   |

## Nederlandse Stemverdeling
- Anakin Skywalker - Pim Veth
- Obi-Wan Kenobi - Edward Reekers
- Padmé Amidala - Jannemien Cnossen
- Yoda - Ruud Drupsteen
- Graaf Dooku/Darth Tyranus - Pim Koopman
- Generaal Grievous - Frans Limburg
- Mace Windu - Marcel Jonker
- Palpatine - Victor van Swaay